# Genesis (rymdsond)
För andra betydelser, se Genesis (olika betydelser).

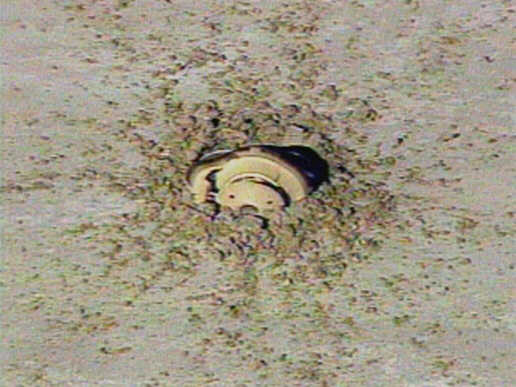
Genesis efter kraschen i Utahöknen

Genesis var en rymdsond i NASAs Discovery-program, som sändes upp från Cape Canaveral Air Force Station den 8 augusti 2001 med en Delta II-raket. Den var avsedd att samla partiklar från solvinden. Den 8 september 2004 kraschlandade sondens landningskapsel i Utahöknen i USA sedan dess fallskärmar inte vecklat ut sig. Den behållare som innehöll det insamlade materialet klarade kraschen relativt bra, och forskarna tror att det mesta av det kan användas som det var tänkt.

## Kraschlandning
Kraschlandningen berodde på att en liten elektrisk komponent, på någon centimeter, hade monterats i fel hål.

## Moderfarkosten
Efter att moderfarkosten släppt landningskapseln återvände den till L1 i jorden/solen-systemet, där den intog viloläge.